# Меле, Сантьяго
Сантьяго Андрес Меле Кастаньеро (исп. Santiago Andrés Mele Castañero; род. 6 сентября 1997, Монтевидео) — уругвайский футболист, вратарь клуба «Атлетико Хуниор» и сборной Уругвая.

## Клубная карьера
Меле — воспитанник столичного клуба «Феникс». 30 августа 2016 года в матче против «Серро» он дебютировал в уругвайской Примере. Летом 2017 года Сантьяго подписал контракт с турецким «Османлыспором». Сразу же для получения игровой практики он был отдан в аренду в «Анкарагюджю», а затем в испанскую «Льейду», но ни в одном из клубом Меле не получил возможность проявить себя. В начале 2019 года Сантьяго вернулся в «Османлыспор». 17 августа в матче против «Болуспора» он дебютировал в Первой лиге Турции.
В 2020 году Меле вернулся на родину, став игроком «Пласа Колония». 18 января 2021 года в матче против «Ливерпуля» он дебютировал за новый клуб. В начале 2022 года Сантьяго на правах аренды перешёл в аргентинский «Унион Санта-Фе». В матче против «Платенсе» он дебютировал в аргентинской Примере. 
Летом 2023 года Меле был арендован колумбийским «Атлетико Хуниор». 16 июля в матче против «Агилас Дорадас» он дебютировал в Кубке Мустанга. В своём дебютном сезоне Сантьяго стал чемпионом Колумбии. 

## Международная карьера
В 2017 года Меле в составе молодёжной сборной Уругвая выиграл молодёжный чемпионат Южной Америки в Эквадоре. На турнире он сыграл в матчах против команд Перу, Боливии, Колумбии, Бразилии, Эквадора, а также дважды Венесуэлы и Аргентины.
В том же году Меле принял участие в молодёжном чемпионате мира в Южной Корее. На турнире он сыграл в матчах против команд Японии, ЮАР, Саудовской Аравии, Португалии, Венесуэлы и дважды Италии.
В 2019 году в составе олимпийской сборной Уругвая Меле принял участие в Панамериканских играх в Перу. На турнире он сыграл в матчах против команд Перу, Аргентины, Ямайки, Гондураса и Мексики.
28 марта 2023 года в товарищеском матче против сборной Южной Кореи Меле дебютировал за сборную Уругвая. 

## Достижения
Клубные
 «Атлетико Хуниор»
- Победитель Кубка Мустанга — Апертура 2023

Международные
 Уругвай (до 20)
- Победитель молодёжного чемпионата Южной Америки — 2017